# Elaphria mesoleuca
Elaphria mesoleuca là một loài bướm đêm trong họ Noctuidae.